# SEAT el-Born
SEAT el-Born – koncepcyjny samochód elektryczny klasy kompaktowej hiszpańskiej marki SEAT, który został zaprezentowany podczas Międzynarodowego Salonu Samochodowego w Genewie w 2019 roku. Nazwa pojazdu pochodzi od nazwy części barcelońskiej dzielnicy La Ribera - El Born.
El-Born bazuje na platformie MEB grupy Volkswagen i ma być produkowany od 2020 roku w fabryce w Zwickau w Niemczech, razem z Volkswagenem ID.3, który jest jego bliźniaczym modelem.
El-Born ma baterię zdolną zgromadzić energię 62 kWh, która pozwala na podróż na jednym ładowaniu do 420 km, wg testu WLTP. Samochód napędza silnik o mocy 150 kW, zdolny do rozpędzenia auta do 100 km/h w 7,5 s. Ładowarka prądu stałego o mocy 100 kW jest w stanie naładować baterię od zera do 80 procent pojemności w czasie 47 minut i ma system zarządzania temperaturą.
Auto będzie wyposażone w systemy asystujące kierowcy w kierowaniu, przyśpieszeniu i hamowaniu, co oznacza drugi poziom autonomiczności.
W Polsce SEAT el-Born pojawił się w listopadzie 2020 roku.